# Эрнц-Бланхе
Эрнц-Бланхе (люкс. Wäiss Iernz, фр. Ernz Blanche, нем. Weiße Ernz) — река в Люксембурге, приток Зауэра. Длина — 27,5 км (по другим данным — 29,6 км). Площадь водосборного бассейна — 101,16 км².
Начинается в лесу при слиянии на высоте 318,6 метров над уровнем моря ручьёв Шетцельбах и Ренгельбах. Течёт в северо-северо-восточном направлении через Имбринген, Ларошет, Медернах и Эрмсдорф. В верховьях и низовьях протекает по открытой местности, в среднем течении — через лес. Впадает в Зауэр в районе Рейсдорфа на высоте 177,5 метра над уровнем моря. Уклон реки — 5 м/км.
Имеет ряд небольших притоков.